# Marisa Roesset Velasco
Marisa Roesset Velasco, tambem escrito Roësset  (Madri, 6 de março de 1904 - Madri, 18 de novembro de 1976), foi uma pintora figurativa espanhola do século XX.

## Biografia
Marisa nasceu em uma família de pintores, escultores e escritores que gozavam de grande prestígio intelectual em Madrid na época. Sua tia era a pintora María Roësset Mosquera e seus primos a escultora Marga Gil Roësset e a editora Consuelo Gil Roësset. Pela linha materna é prima do pintor Rosario de Velasco. Seu pai era Eugenio Julio Roësset Mosquera, irmão do pintor MaRo, como era conhecida María Roësset Mosquera.